# La La Land (canción de Demi Lovato)
«La La Land» es una canción interpretada por Demi Lovato, incluida en su primer álbum de estudio, Don't Forget (2008). Lovato, Nick, Joe y Kevin Jonas la compusieron y estos últimos tres la produjeron con John Fields.
Hollywood Records la lanzó para su distribución digital como el segundo sencillo del disco en iTunes el 10 de abril de 2009. Musicalmente, es un tema del género pop rock que habla sobre «defenderse de los males de Hollywood» y «no ser cambiado por el estrellato».
Recibió en su mayoría comentarios positivos por parte de los críticos musicales, algunos de ellos dijeron que la voz de Lovato era «agradable» y «buena».
Por otro lado, obtuvo una recepción comercial regular, ya que alcanzó la posición 52 en los Estados Unidos y el top 40 en el Reino Unido e Irlanda. El dúo The Malloys dirigió el vídeo musical, donde aparecen los protagonistas de la serie de Disney Channel, Sonny with a Chance.

## Antecedentes y composición

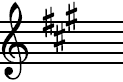
«La La Land» está interpretada en la tonalidad de la mayor.

«La La Land» es una de las seis canciones que Lovato compuso en compañía de The Jonas Brothers para su primer álbum de estudio, Don't Forget, lanzado en el 2008. En una entrevista con MTV News, dijo que la ayuda que recibió de la banda era «importante» para su álbum, porque: «Quiero decir, solo miren lo exitosos que son. Me gustaría tener sus aportaciones en cualquier momento, porque obviamente lo hacen bien». Luego, en una entrevista con la cadena televisiva británica Independent Television News, dijo que habla sobre «ser uno mismo al estar rodeado de las presiones de la fama» y añadió que: 

«Vas a Hollywood y muchas veces las personas intentan moldearte como ellos quieren. La canción trata de mantenerte auténtico e intentar ser tú mismo cuando estás en Hollywood».

 Para la elaboración del sencillo, The Jonas Brothers contribuyó en la producción, en los coros y en las guitarras. John Fields estuvo a cargo de la producción y utilizó el bajo, las guitarras y los teclados. Además, Dorian Crozier tocó los tambores y Devin Bronson colaboró en el solo de guitarra. Hollywood Records lo lanzó el 10 de abril de 2009 como el segundo sencillo del álbum en iTunes de Australia y Nueva Zelanda. Además, está incluido con «Don't Forget» como bonus track en la versión europea del segundo álbum de estudio de la intérprete, Here We Go Again, de 2009.

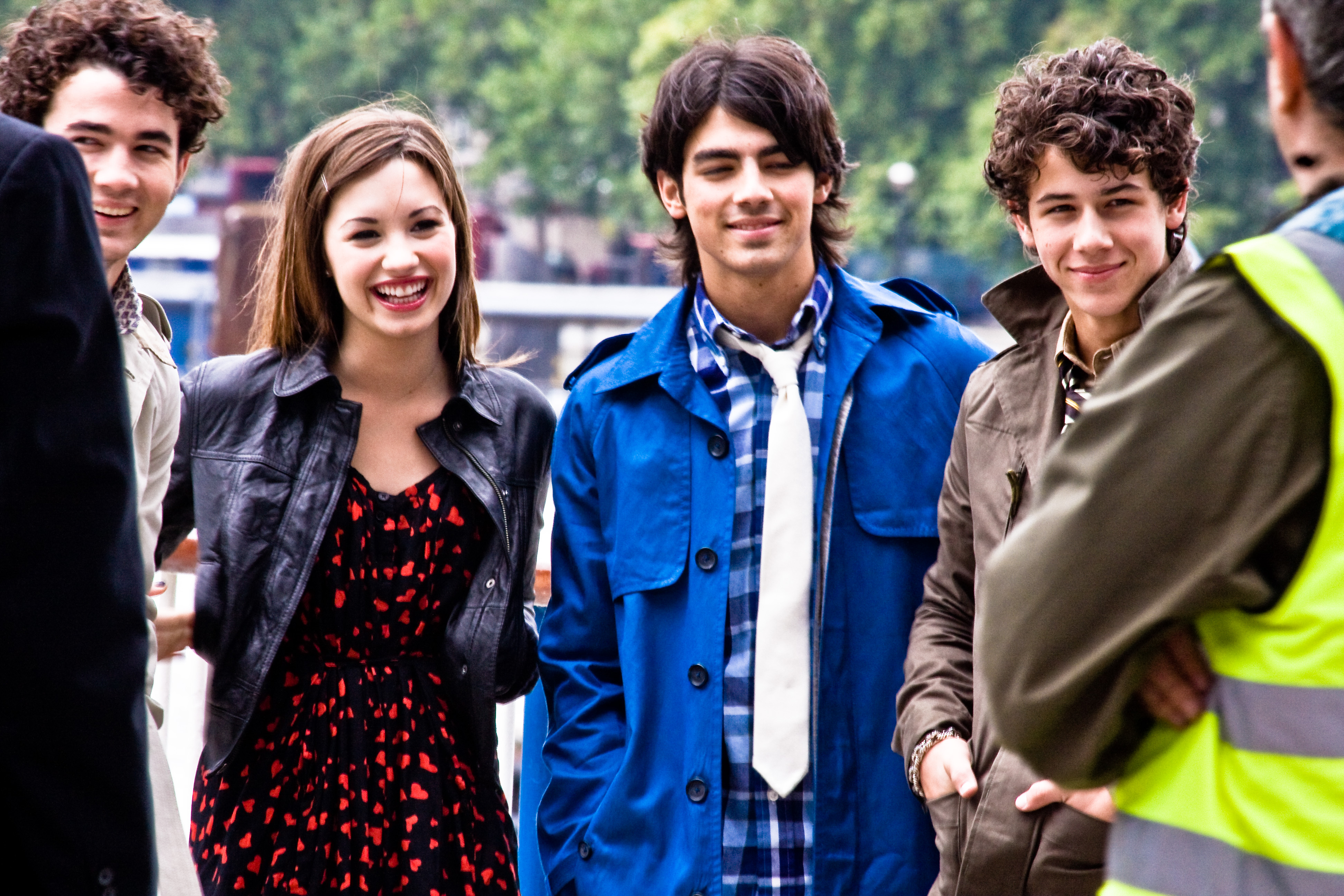
Lovato y The Jonas Brothers, compositores de la canción.

«La La Land» es un tema de los géneros pop rock, dance pop y teen pop. De acuerdo con una partitura publicada en Musicnotes.com por Sony/ATV Music Publishing, se encuentra en un tempo moderado con 84 pulsaciones por minuto. Está interpretado en la tonalidad de la mayor y el registro vocal de la cantante se extiende desde la nota fa♯3 hasta la nota mi♯5. La canción habla sobre defenderse de los males de Hollywood, y sobre no ser cambiado por estrellato, ejemplificado en el verso «Seguiré siendo la misma en la máquina de La La Land». Además, Lovato narra lo que siente en La La Land en «¿Quién dice que no puedo usar mis Converse con mi vestido?, no soy una súpermodelo, aún sigo comiendo en McDonald's». Ed Masley de The Arizona Republic la comparó con «Party in the U.S.A.» de Miley Cyrus y dijo que el solo de guitarra era parecido al de las canciones de la banda de punk rock británica The Clash.

## Recepción

### Comentarios de la crítica

Stephen Thomas Erlewine de Allmusic señaló a «La La Land» como una de las mejores pistas del disco.

«La La Land» recibió en su mayoría comentarios positivos por parte de los críticos musicales.
Fraser McAlpine de BBC la calificó con cuatro estrellas de cinco y dijo que «la canción no suena nada mal», mientras que Stephen Thomas Erlewine de Allmusic la nombró una de las mejores pistas del disco. Ed Masley de The Arizona Republic la ubicó en la octava posición de la lista «Top 10 de canciones de las chicas Disney» y comentó que «¿las chicas Disney son naturalmente inseguras o todo es un complot para parecer más reales? al igual que "Party in the U.S.A." de Miley Cyrus, esta canción habla de cómo se siente Lovato fuera de lugar en La La Land». 
El sitio Unreality Shout le dio una crítica polarizada al tema y dijo que «su voz es bastante agradable y suena como Sara Bareilles» y es «molestamente pegajosa». Asimismo, Judy Coleman de The Boston Globe afirmó que Lovato «demuestra su pertenencia a la generación Y cuando hace rimar a la fuerza "everything's the same" (todo da lo mismo) con "the La-La land machine" (la máquina de La-la Land)». Mady Pumilla de la revista en línea Blogcritics le concedió una buena reseña a la canción y añadió que: «Realmente disfruté la primera canción [del álbum], "La La Land". No solo la voz de Demi es buena, sino que la canción tiene una letra muy divertida que hace que sus seguidores se relacionan con ella. Su registro vocal cambia y eso hace una gran canción».

### Comercial
«La La Land» obtuvo una recepción comercial regular en Norteamérica y Europa. El 10 de enero de 2009 debutó en la posición ochenta y tres del conteo estadounidense Billboard Hot 100. La siguiente semana, subió al puesto cincuenta y seis. Simultáneamente, escaló instantáneamente al número cuarenta y dos de la lista Digital Songs. El 31 de enero, alcanzó la posición cincuenta y dos en el conteo Billboard Hot 100 y la casilla veintisiete de la lista Digital Songs. Para octubre de 2017, había vendido 935 000 copias en los Estados Unidos. En Irlanda, ingresó en el trigésimo puesto de la lista Irish Singles Chart en la edición del 30 de abril de 2009. En total, logró permanecer tres semanas dentro y fue el país en el que obtuvo su posición más alta. En el Reino Unido, debutó en la posición sesenta y uno del conteo UK Singles Chart en la semana del 2 de mayo de 2009. En la siguiente edición, llegó la posición treinta y cinco. Además, logró pasar un total de siete semanas dentro del conteo. En Australia, alcanzó la posición setenta y dos en la lista Australian Singles Charts en la edición del 11 de mayo de 2009. Finalmente, en Alemania, ingresó en el número ochenta y dos de la lista German Singles Chart en la semana del 12 de julio del mismo año, pero salió en la siguiente edición del conteo.

## Promoción

### Vídeo musical
El dúo The Malloys dirigió el vídeo musical de «La La Land». Además, Disney Channel lo utilizó para promocionar la serie Sonny with a Chance. En una entrevista con MTV News, Lovato dijo que «realmente, [el vídeo] describe al programa [Sonny with a Chance] y estoy emocionada por eso». Por otro lado, Brendan Malloy dijo «la idea para el vídeo es crear el mundo hiperreal al que llamamos "La La Land". En ese mundo, la fama se les ha subido a la cabeza a todos, pero Lovato es la única a la que no le ha afectado». De acuerdo con la cantante, sus coestrellas de la serie interpretaron a «los estereotipos de Hollywood». Disney Channel estrenó el clip el 19 de diciembre de 2008, mientras que Hollywood Records lo publicó en iTunes el 20 de enero de 2009. Cuenta con las apariciones especiales de Dallas Lovato, hermana mayor de la cantante y de las coestrellas de Sonny with a Chance, Tiffany Thornton, Allisyn Ashley Arm, Doug Brochu, Sterling Knight, Brandon Mychal Smith y Michael Kostroff.
El vídeo inicia con la cantante siendo entrevistada en un show llamado Rumor Has It with Benny Beverly. Después de presentarla a la audiencia, Benny Beverly le pregunta a Lovato sobre lo que se siente ser una estrella. Instantáneamente, el clip aparece en la televisión del programa. En Hollywood, la intérprete camina en la calle, luego, tropieza con un extraño y un paparazzo les toma una fotografía. Por esto, una mujer lee una revista que dice «Lovato y el hombre misterioso» en la portada. Luego, el vídeo muestra a Demi usando un vestido y unos zapatos converse con sus coestrellas de Sonny with a Chance en una alfombra roja. Después, la intérprete con una peluca rosada en la filmación de un comercial para un perfume que a ella no le gusta. Ella se siente incómoda y posteriormente, se niega a seguir con el rodaje, lo que enoja al director. El vídeo regresa a la entrevista, donde Lovato es aplaudida por la audiencia y es alabada por Beverly.
Jefferson Reid de E! Online elogió al vídeo y dijo que: «Burlarse de los farsantes de Hollywood siempre es genial para nosotros y [por eso le doy] puntos extras a Demi Lovato por hacerlo admirablemente».

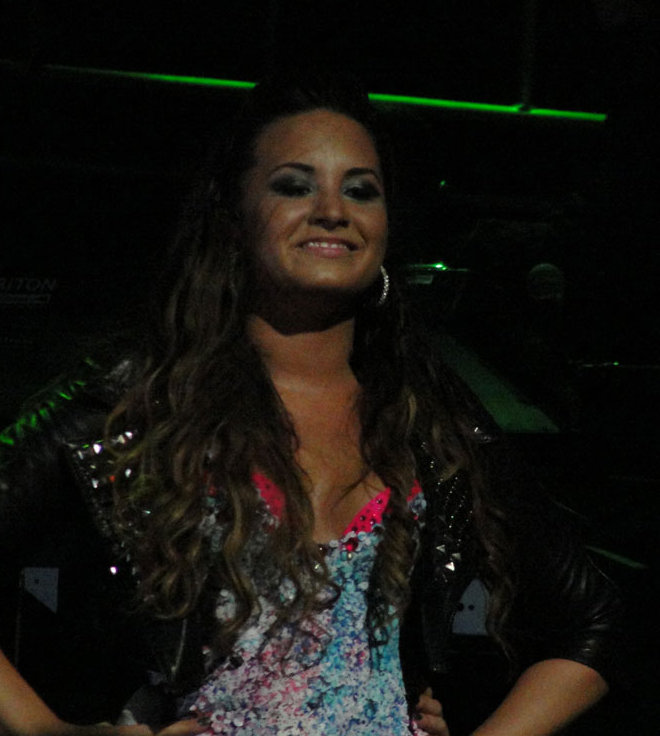
Lovato interpretando «La La Land» en el Club Nokia en septiembre de 2011.

### Interpretaciones en directo
La cantante interpretó «Get Back» y «La La Land» en el evento Kids' Inaugural: «We Are the Future» el 19 de enero de 2009, en Washington D. C.. Allí se celebró la Inauguración presidencial de Barack Obama como presidente de los Estados Unidos. El 7 de abril del mismo año, Lovato cantó el tema en la octava temporada del programa estadounidense Dancing with the Stars. Annie Barrett de Entertainment Weekly dio una crítica negativa a la voz de la intérprete, ya que opinó que «gruñía y aullaba un poco». Sin embargo, Barret escribió que «la desesperada naturaleza de la canción y la coreografía se complementaron muy bien». El 25 de abril, la interpretó en el episodio final de la competencia My Camp Rock, donde le entregó el premio a la ganadora.
Posteriormente, en el 2009, la incluyó en el repertorio de su primera gira, Summer Tour 2009. El año siguiente, la presentó en su South American tour. Además, la interpretó en el Jonas Brothers Live in Concert World Tour 2010, junto con otras canciones de sus álbumes Don't Forget y Here We Go Again: «Get Back», «Catch Me», «Don't Forget», «Got Dynamite», «Remember December» y «Here We Go Again». En septiembre de 2011, la incluyó en su minigira An Evening with Demi Lovato.
A partir de noviembre de ese año, la interpretó como parte de un popurrí entre «Get Back» y «Here We Go Again» en su tour A Special Night with Demi Lovato. En 2012, la incluyó en la lista de canciones de su Summer Tour 2012, mientras que en septiembre del mismo año la presentó en el Z Festival de Brasil.

## Formatos y remezclas
- Sencillo en CD

| «La La Land» — Sencillo |                                               |          |  |
| N.º                     | Título                                        | Duración |  |
| 1.                      | «La La Land»                                  | 3:16     |  |
| 2.                      | «This Is Me» (en vivo con The Jonas Brothers) | 3:22     |  |

- Descarga digital

| «La La Land» — Sencillo (Australia y Nueva Zelanda) |              |          |  |
| N.º                                                 | Título       | Duración |  |
| 1.                                                  | «La La Land» | 3:16     |  |

| «La La Land» — Sencillo (Reino Unido e Irlanda) |                      |          |  |
| N.º                                             | Título               | Duración |  |
| 1.                                              | «La La Land»         | 3:16     |  |
| 2.                                              | «Behind Enemy Lines» | 2:49     |  |

| La La Land — EP |                                   |          |  |
| N.º             | Título                            | Duración |  |
| 1.              | «La La Land»                      | 3:16     |  |
| 2.              | «La La Land» (Wideboys Radio Mix) | 3:13     |  |
| 3.              | «La La Land» (Wideboys Club Mix)  | 6:09     |  |

## Posicionamiento en listas

### Semanales
| País           | Lista                      | Mejor posición |           |
| 2008-2009      | 2008-2009                  | 2008-2009      | 2008-2009 |
| -------------- | -------------------------- | -------------- | --------- |
| Alemania       | German Singles Chart       | 82             |           |
| Australia      | Australian Singles Chart   | 76             |           |
| Canadá         | Hot Canadian Digital Songs | 70             |           |
| Escocia        | Scottish Singles Chart     | 18             |           |
| Estados Unidos | Billboard Hot 100          | 52             |           |
| Estados Unidos | Digital Songs              | 27             |           |
| Europa         | European Hot 100           | 91             |           |
| Irlanda        | Irish Singles Chart        | 30             |           |
| Reino Unido    | UK Singles Chart           | 35             |           |

## Historial de lanzamientos
| País           | Fecha               | Formato          | Ref.   |
| -------------- | ------------------- | ---------------- | ------ |
| Australia      | 10 de abril de 2009 | Descarga digital | [ 1 ]  |
| Nueva Zelanda  | 10 de abril de 2009 | Descarga digital | [ 17 ] |
| Irlanda        | 15 de mayo de 2009  | Descarga digital | [ 60 ] |
| Irlanda        | 31 de mayo de 2009  | Descarga digital | [ 61 ] |
| Reino Unido    | 31 de mayo de 2009  | Descarga digital | [ 2 ]  |
| Reino Unido    | 1 de junio de 2009  | Sencillo en CD   | [ 3 ]  |
| Japón          | 1 de junio de 2009  | Sencillo en CD   | [ 62 ] |
| Estados Unidos | 2 de junio de 2009  | Sencillo en CD   | [ 55 ] |
| Irlanda        | 5 de junio de 2009  | EP               | [ 63 ] |
| Reino Unido    | 5 de junio de 2009  | EP               | [ 56 ] |
| Alemania       | 19 de junio de 2009 | Sencillo en CD   | [ 64 ] |

## Créditos y personal
- Demi Lovato: composición y voz
- John Fields: bajo, guitarra, teclados y programación
- Dorian Crozier: tambores
- Devin Bronson: guitarras
- John Taylor: guitarra y coros
- Nick Jonas: coros, guitarras y composición.
- Joe Jonas: coros, guitarras y composición.
- Kevin Jonas: coros, guitarras y composición.

Fuente: Discogs y folleto de Don't Forget.